# Macinazione
La macinazione è un termine che indica un processo di riduzione controllato della granulometria di un materiale solido.
Lo scopo della macinazione è di ottenere un prodotto abbastanza omogeneo con precise caratteristiche granulometriche. Bisogna distinguere il processo di macinazione dal processo di frantumazione, in cui è rilevante solo la riduzione di granulometria, ma possono essere presenti nel prodotto in uscita pezzi di dimensioni anche notevolmente diverse tra loro. Quando la riduzione di granulometria è prossima a un micron si utilizza più specificatamente il termine di micronizzazione. Per diametri maggiori, si parla invece di polverizzazione (100 µm) e frantumazione (50-10 mm).
Esempi di materiali che possono essere macinati sono i cereali, i chicchi di caffè e i minerali. Nell'industria tipografica è utilizzato il termine "macinazione" per indicare il processo di omogeneizzazione dell'inchiostro grasso riducendolo, per mezzo di laminazione, ad uno strato sottile adatto alla stampa.

## Macinazione dei cereali
La macinazione di cereali prevede più fasi.

### Controllo
Il controllo riguarda:
- analisi dei prodotti in entrata: olfattiva, visiva, umidità, carico proteico, peso elettrolitico, Falling number;
- analisi dei prodotti in uscita: umidità, ceneri, proteine, numero di caduta, alveogramma di Chopin, farinogramma o Brabender estensografico, carica batterica, lieviti e muffe, coliformi, salmonella.

### Pre-pulitura
La pre-pulitura è la fase di primissima pulizia che riceve il prodotto praticamente subito dopo la trebbiatura. Con lo stesso termine è chiamata la fase di ricezione da parte del molino del prodotto prima del suo invio ai silos di deposito. Quindi subito appena ricevuto il prodotto va necessariamente pulito. Questa fase è caratterizzata dalla elevata portata di prodotto da pulire in modo estremamente rapido, pulizia che può essere anche grossolana, per ridurre al minimo il tempo di attesa dei camion o vagoni ferroviari nel momento di scarico del prodotto.

### Stoccaggio
Lo stoccaggio del prodotto avviene in silos le cui dimensioni possono essere modeste ma anche di elevate capacità. I silos possono contenere il prodotto per pochi mesi, ma alcune realtà hanno capacità di accumulo di prodotto anche per un anno intero.
Questi silos sono molto spesso collocati in un deposito esterno all'edificio vero e proprio.

### Estrazione e miscelazione
Dai silos è possibile estrarre il prodotto ed anche eseguire operazioni di miscelazione se i grani sono di tipologie e caratteristiche diverse e si desidera quindi ottenere poi prodotti più uniformi, o con caratteristiche che meglio si raggiungono con una miscela di grani diversi.

### Pulizia
La pulitura del cereale è realizzata da più macchine, ogni macchina con caratteristiche diverse con il compito di rimuovere impurità specifiche:
- Vibroseparatore: è una macchina dotata di vagli che vibrano, normalmente il flusso del cereale è diviso da questa macchina in tre frazioni (impurità piccole, impurità grosse , prodotto buono).
- Tarara: è una macchina che rimuove dal cereale tramite un forte flusso d'aria tutte le parti leggere come paglie e polveri.
- Separatore magnetico: è un'apparecchiatura che toglie dal cereale eventuali elementi metallici di tipo ferroso.
- Tamburo alveolato, detto anche svecciatoio: è una particolare macchina che rimuove dal cereale semi di forma diversa da quelli del cereale principale. Il tamburo alveolato molto spesso si trova in un gruppo di macchine che sono chiamate batteria, ma può essere anche singolo, molto spesso ha lo scopo di rimuovere i semi tondi per esempio quelli della veccia (dal quale prende anche il nome), ma può essere presente anche un altro elemento di tamburo alveolato con lo scopo di rimuovere i semi lunghi come quelli dell'avena o avena selvatica, molto spesso questa macchina è abbinata anche a dei calibratori.
- Spietratore: è una macchina specifica dedicata alla rimozione di pietre e sassi dal cereale, rimuove tutti gli elementi pesanti presenti nel cereale.
- Spazzola: è una macchina assolutamente indispensabile della preparazione del cereale prima della sua macinazione, perché è quella che effettivamente pulisce le singole cariossidi con un'azione di sfregamento, le macchine precedentemente citate invece rimuovono impurità ed elementi estranei.
- Bagnatrice o coclea intensiva: questa macchina ha lo scopo di aggiungere la giusta quantità di acqua al prodotto per portare umidità del prodotto ad un grado ottimale per la fase di macinazione.

### Condizionamento
Dopo l'umidificazione il prodotto necessita di un periodo di riposo su dei cassoni di riposo per meglio assorbire la quantità di acqua immessa con la bagnatrice.
Intero processo di aggiunta acqua e tempo di riposo si chiama condizionamento.

### Seconda pulitura
Nella seconda pulitura che è la fase di pulitura normalmente intesa successiva alla fase di riposo del prodotto umidificato, ritroviamo alcune macchine già presenti in pulitura:
Seconda spazzola grano, tarara, separatore magnetico, questa ripetizione di pulitura serve a meglio raggiungere livelli ottimali di pulizia del cereale prima della sua macinazione.

### Macinazione
Fase di macinazione vera e propria che normalmente è realizzata con più passaggi di macinazione , esistono impianti a 8 passaggi , ma anche a 10 o 12 o ancora più passaggi.
Impianti di piccole dimensioni con pochi passaggi sono definiti di bassa macinazione e sono di dimensioni più artigianali.

### Setacciatura
Fase nella quale il prodotto macinato è setacciato e si ottiene i vari prodotti e sotto prodotti della macinazione: farina, semola, crusca e cruschello, anche il germe del grano normalmente è separato, negli impianti piccoli di bassa macinazione o impianti di macinazione a pietra il germe non viene separato ma rimane nella farina.

### Fariniere
Fase di stoccaggio delle farine, in appositi silos chiamati fariniere. Anche in questo caso possono essere previsti sistemi di miscelazione e di omogenizzazione delle varie farine prodotte.

## Macchine di macinazione
Le macchine utilizzate per il processo di macinazione includono: 
- Molino a pietra: questa particolare macinazione è definita molitura. Gli elementi macinanti sono due macine (ruote in pietra molare), il cui diametro esterno può variare dai 600 mm a 1200 mm; sono sovrapposte, quella superiore ruota ed è dotata di un foro centrale per l'ingresso del prodotto, la ruota sottostante non gira. Entrambe sono provviste spesso di scanalature per facilitare l'uscita del prodotto. La distanza fra le macine è regolabile e questo permette di scegliere la granulometria del macinato. Questa tipologia di macchine è particolarmente diffusa nella macinazione dei cereali ma anche delle castagne ed altri prodotti come i cristalli di sale marino.
- Laminatoi o molino a rulli: queste macchine sono caratterizzate da dei rulli posti con assi in posizione orizzontale che ruotano contrapposti, quasi sempre a velocità differenziate. Questi rulli sono comunemente in ghisa speciale temprata o più raramente in acciaio. La superficie esterna dei rulli può essere liscia o rigata. La luce tra i rulli è registrabile.
- Macinini da laboratorio (o da caffè): sono composti da due coni che si compenetrano; uno dei due ruota, e la superficie dei coni quasi sempre è rigata.

In ogni caso nel processo di macinazione una costante è che il prodotto da macinare sia trattenuto per alcuni istanti tra due elementi, dei quali almeno uno rotante. Il risultato ottenuto dipende da tipologia di macchina utilizzata, dimensione degli elementi macinanti, forma delle superfici a contatto del prodotto, velocità di rotazione, rapporto di velocità di rotazione tra i due elementi, regolazione della distanza tra gli elementi macinanti.